# Onthophagus yakuinsulanus
Onthophagus yakuinsulanus es una especie de insecto del género Onthophagus, familia Scarabaeidae, orden Coleoptera.
Fue descrita científicamente por Nakane en 1984.